# Pirolizyna
Pirolizyna, pirololizyna (skróty: Pyl, O) – organiczny związek chemiczny z grupy α-aminokwasów. Występuje w białkach metanogennych archeowców (np. Methanococcoides burtoni, M. acetivorans, M. mazei i M. thermophila) oraz bakterii Desulfitobacterium hafniense. Jest kodowana przez kodon UAG, zwykle będący kodonem stop. Razem z selenocysteiną są określane jako 21 i 22 aminokwas białkowy. Wchodzi w skład metylotransferazy uczestniczącej w syntezie metanu w Methanosarcina barkeri. W komórce tego organizmu potwierdzono występowanie genu pylT kodującego tRNA z antykodonem CUA. tRNA jest specyficzne dla odkrytego aminokwasu. In vivo pirolizyna powstaje wskutek połączenia dwóch cząsteczek lizyny.